# Pielisjärvi kommun
Pielisjärvi var en kommun i landskapet Norra Karelen i Östra Finlands län.
År 1908 var ytan (landsareal) 3328,8 km², invånaranalet 12 688 och befolkningstätheten 3,8 invånare/km² (1908-12-31).
Pielisjärvi var enspråkigt finskt och blev del av Lieksa 1 januari 1973.